# Mimonectes gaussi
Mimonectes gaussi is een vlokreeftensoort uit de familie van de Mimonectidae. De wetenschappelijke naam van de soort is voor het eerst geldig gepubliceerd in 1904 door Woltereck.